# 东北民众救国军
东北民众救国军是中華民國一支抗日隊伍。

## 歷史
1932年9月23日，蘇炳文在海拉尔組織东北民众救国军抗日。同年10月1日，蘇炳文舉辦万人誓師大會，宣佈东北民众救国军正式成立，蘇炳文任东北民众救国军司令，张殿九擔任副司令，谢珂擔任参谋长，金奎壁擔任副参谋长，张玉挺擔任第1旅旅長，吳德林擔任第2旅旅长，朴炳珊擔任第3旅旅长，張竟渡擔任第4旅旅長。司令部設立在扎兰屯。
誓师大会后，苏炳文部张玉挺第1旅攻占富拉尔基。步兵第1旅第6团沿嫩江布防。东北民众救国军又與其它抗日力量围攻齐齐哈尔。日军从遼寧、吉林两省调集兵向黑龙江各抗日武裝发起进攻，围攻齐齐哈尔未能成功。10月14日，日軍奪回富拉尔基。日本关东军打算招降苏炳文，但被苏炳文拒絕。日本关东军得知後決定消滅东北民众救国军。东北民众救国军於是向南京國民政府请求援助。11月22日，东北民众救国军又致电国联。11月末，日军以3个旅团的兵力向蘇炳文主力进攻。蘇炳文撤離扎蘭屯，來到博克图镇，之後又撤到海拉爾。12月，蘇炳文經與蘇聯駐滿洲里領事商議，率領2000餘人的东北民众救国军撤退至蘇聯境內的鄂木斯克。12月6日，海拉爾被日軍佔領。另一部後來在张家口加入抗日同盟军，
1933年5月，东北民众救国军殘餘士兵从鄂木斯克出发，经海參崴坐船回到天津。一行人到北平后，国民政府发给每个人二十元钱，让大家各奔東西。